# Mayors for Peace
Mayors for Peace (in italiano "Sindaci per la pace"), precedentemente The World Conference of Mayors for Peace through Inter-city Solidarity, è un'associazione fondata nel 1982 da Takeshi Akari durante il suo mandato di Sindaco di Hiroshima in risposta alla morte causata dall'utilizzo delle bombe atomiche durante la seconda guerra mondiale. Il presidente attuale è il giapponese Kazumi Matsui.

## Scopo dell'associazione
Il programma dell'associazione prevede e promuove la cooperazione internazionale al fine di abolire le armi nucleari, difendere i diritti umani, fornire assistenza ai rifugiati, combattere la povertà e il degrado ambientale. Dal 1991 è riconosciuta dall'ONU come associazione del Consiglio economico e sociale delle Nazioni Unite.
Nata in seno ad organi istituzionali, si propone di superare i confini nazionali e promuovere la cooperazione delle singole città e cittadini.

## Attività
Innumerevoli sono le attività organizzate in tutto il mondo sotto la bandiera dell'associazione. Esse sono riconducibili a due categorie maggiori: sensibilizzazione dei cittadini e persuasione dei decisori politici.
L'agenda 2017/2020 prevede i seguenti punti:
- Invito alle Nazioni Unite e ai governi nazionali ad agire
- Aumento degli iscritti
- Promozione delle attività regionali guidate dalle città capofila
- Condivisione dei semi degli alberi sopravvissuti alla bomba atomica
- Programma di scambio giovanile per il sostegno della pace
- Petizione che chiede a tutti gli Stati di aderire al Trattato sul proibizionismo delle armi nucleari il prima possibile
- Organizzazione delle mostre "Mayors for Peace A-bomb Poster Exhibition"
- Promozione dell'educazione alla pace

## Mayors for Peace in Italia
Oltre 500 città hanno già aderito al programma e Cervia rientra tra le 27 "Executive cities", che sono 
| Hiroshima         | Giappone           | Città Presidente e capofila      |
| Nagasaki          | Giappone           | Città Vice Presidente            |
| Hannover          | Germania           | Città Vice Presidente e capofila |
| Volgograd         | Russia             | Città Vice Presidente e capofila |
| Malakoff          | Francia            | Città Vice Presidente e capofila |
| Muntinlupa        | Filippine          | Città Vice Presidente e capofila |
| Manchester        | Regno Unito        | Città Vice Presidente e capofila |
| Ypres             | Belgio             | Città Vice Presidente e capofila |
| Biograd na Moru   | Croazia            | Città Vice Presidente e capofila |
| Granollers        | Spagna             | Città Vice Presidente e capofila |
| Halabja           | Iraq               | Città Vice Presidente e capofila |
| Fongo-Tongo       | Cameroon           | Città Vice Presidente e capofila |
| Città del Messico | Messico            | Città Vice Presidente e capofila |
| Frogn             | Norvegia           | Città Vice Presidente            |
| Des Moines        | U.S.A.             | Città Vice Presidente e capofila |
| Bangkok           | Tailandia          | Città Esecutiva e capofila       |
| Fremantle         | Australia          | Città Esecutiva e capofila       |
| Sarajevo          | Bosnia Eerzegovina | Città Esecutiva e capofila       |
| Semey             | Kazakhstan         | Città Esecutiva e capofila       |
| Cochin            | India              | Città Esecutiva e capofila       |
| Montreal          | Canada             | Città Esecutiva e capofila       |
| Wellington        | Nuova Zelanda      | Città Esecutiva e capofila       |
| Santos            | Brasile            | Città Esecutiva e capofila       |
| Cartago           | Costa Rica         | Città Esecutiva e capofila       |
| Tehran            | Iran               | Città Esecutiva e capofila       |
| Grigny            | Francia            | Città Esecutiva e capofila       |
| Cervia            | Italia             | Città Esecutiva e capofila       |